# Cedar (Míchigan)
Cedar es un lugar designado por el censo ubicado en el condado de Leelanau en el estado estadounidense de Míchigan. En el Censo de 2010 tenía una población de 93 habitantes y una densidad poblacional de 199,49 personas por km².

## Geografía
Cedar se encuentra ubicado en las coordenadas 44°50′48″N 85°47′39″O / 44.84667, -85.79417. Según la Oficina del Censo de los Estados Unidos, Cedar tiene una superficie total de 0.47 km², de la cual 0.47 km² corresponden a tierra firme y (0%) 0 km² es agua.

## Demografía
Según el censo de 2010, había 93 personas residiendo en Cedar. La densidad de población era de 199,49 hab./km². De los 93 habitantes, Cedar estaba compuesto por el 94.62% blancos, el 2.15% eran afroamericanos, el 1.08% eran amerindios, el 1.08% eran asiáticos, el 0% eran isleños del Pacífico, el 0% eran de otras razas y el 1.08% pertenecían a dos o más razas. Del total de la población el 0% eran hispanos o latinos de cualquier raza.